# 文逸民
文逸民（1890年—1978年12月22日）滿族旗人，中國近代电影导演、演员。

## 生平
文逸民1925年进入上海友聯影片公司，任演员、导演。後来因为自導自演中國早期武俠片《兒女英雄》（一至五集）而出名。1947年到香港，加入大中華公司、永華公司，1957年加入鳳凰公司，拍攝《風塵尤物》等片。
1948年11月，李翰祥決定輟學從影，持沈浮的介紹信到香港，經影星王豪介紹而結識姜南，同年12月參加了文逸民導演、大中華出品、嚴化與上海小姐謝家驊、香港小姐李蘭聯合主演的電影《滿城風雨》。
1965年离开香港到台灣。1966年9月30日，“反共導演”文逸民、“反共影星”伍秀芳、“前匪民兵隊長”張東耀在台北由救總理事長谷正綱介紹和記者們見面，並報告投奔自由經過。到台灣後，文逸民任演員，出演《寂寞的十七歲》、《今天不回家》等影片，並在李翰祥執導的《緹縈》、《揚子江風雲》中與李翰祥再度合作。
1978年12月22日，文逸民逝世。